# Moxee
Moxee är en ort i Yakima County i delstaten Washington. Vid 2010 års folkräkning hade Moxee 3 308 invånare.